# Motore Nissan HR
I motori HR costituiscono una famiglia di motori a scoppio prodotti a partire dal 2004 dall'alleanza tra la Casa automobilistica francese Renault e quella giapponese Nissan.

## Caratteristiche e versioni

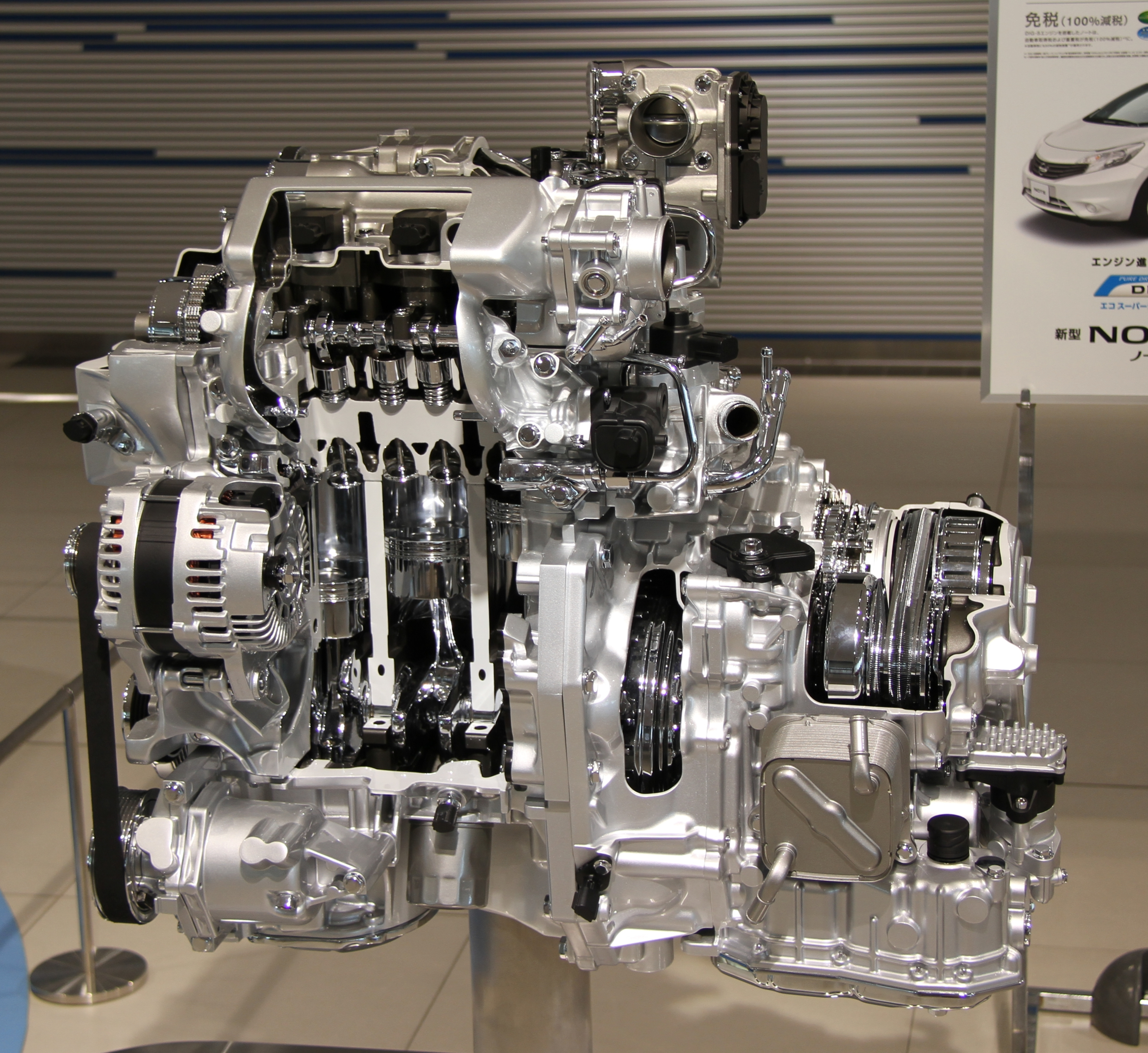
Un motore HR12DDR

I motori che compongono questa famiglia sono svariati e con diverse configurazioni e architetture. Si va quindi dal tricilindrico al quadricilindrico, dall'aspirato al sovralimentato. Tali motori coprono una gamma che va dal litro agli 1.6 litri. Sono pertanto motori per applicazioni su vetture di fascia bassa e media. Da questi motori è stato derivato un 1.4 sovralimentato che a partire dal 2009 ha fatto il suo esordio su modelli di fascia media della Renault, ma che non avrebbe mai trovato applicazione su alcun modello Nissan. Tale motore avrebbe comunque dato origine a una famiglia di motori detta Type H o Bloc H, e che si sarebbe ampliata con l'arrivo di altri motori derivati da quelli appartenenti alla famiglia HR.
Le caratteristiche in comune ai motori HR sono:
- monoblocco e testata in lega di alluminio;
- distribuzione a doppio asse a camme in testa;
- testata a quattro valvole per cilindro;
- catena della distribuzione di tipo silenzioso;
- alimentazione a iniezione elettronica diretta multipoint sequenziale (tranne HR10DET o Renault H4Dt e HR10DE o Renault H4Da che invece sono alimentati a iniezione elettronica multipoint sequenziale indiretta su collettore di aspirazione);
- albero a gomiti su 5 supporti di banco.

Di seguito vengono illustrate le caratteristiche specifiche dei motori della famiglia HR, famiglia che si tende a suddividere in più sottocategorie o serie.

### Serie DE
Appartengono a questa serie i motori HR aspirati. Solo quelli da un litro e da 1,2 litri sono tricilindrici, mentre i restanti sono a 4 cilindri.

#### Versioni da 1 litro: HR10DE
Sono esistite due differenti motorizzazioni aspirate da un litro fra quelle appartenenti alla famiglia Nissan HR: occorre fare chiarezza per evitare confusione. La principale versione del motore HR10DE è stata introdotta nel 2014 e durante la sua progettazione vide anche la partecipazione del colosso tedesco della Daimler AG, in virtù dell'alleanza industriale di quest'ultimo con il gruppo Renault-Nissan. Questa versione viene quindi utilizzata anche in applicazioni Renault e Smart: presso la casa francese questo motore prende la sigla di H4Da, mentre dagli addetti ai lavori Daimler AG la sigla utilizzata è M281. Questo motore è caratterizzato da misure di alesaggio e corsa pari a 72,2 x 81,3 mm, per una cilindrata complessiva di 999 cm³. Tra le caratteristiche di questo motore vanno ricordate soluzioni atte alla riduzione degli attriti, come le punterie rivestite in DLC. Altra caratteristica è la pompa dell'olio a portata variabile. Come motore HR10DE, questo propulsore erogava una potenza massima compresa fra 71 e 73 CV a 6300 giri/min, mentre la coppia massima è di 95 Nm a 3500 giri/min. Con tale sigla, esso è stato montato solo sotto il cofano della Nissan Micra V 1.0 SCe, prodotta fra il marzo 2017 e l'agosto del 2019. Durante gli anni precedenti questo motore è stato montato sotto il cofano di modelli Renault e Smart. Queste ultime applicazioni sono descritte nelle voci dedicate al motore Renault H4Da e al motore M281 prodotto dalla Mercedes-Benz.
La seconda versione del motore HR da un litro è stata introdotta nel 2015. Questa motorizzazione è la meno potente della famiglia, essendo solamente da un litro e, per di più, aspirata. Le misure caratteristiche di questo tricilindrico, noto anche con la sigla BR10, sono di 78 mm per l'alesaggio e di 69,7 per la corsa, per una cilindrata complessiva di 999 cm³. Con un rapporto di compressione pari a 11,2:1, questo motore eroga una potenza massima di 73 CV, con una coppia massima di 98 Nm. È stato fra l'altro progettato per funzionare anche a etanolo e per questo venne previsto soprattutto per applicazioni destinate al mercato brasiliano. Tale motore è stato montato sotto il cofano di:
- Nissan March 1.0 K13 (2015-17, solo per il mercato brasiliano);
- Nissan Versa (2015-19, solo per il mercato brasiliano).

#### Versione da 1,2 litri: HR12DE
Il motore HR12DE è un motore tricilindrico da 1198 cm³, cilindrata raggiunta mediante misure di alesaggio e corsa pari rispettivamente a 78x83,6 mm. La potenza massima è compresa fra 68 CV a 5000 giri./min e 80 CV a 6000 giri/min, mentre la coppia massima raggiunge un picco compreso fra 104 e 108 Nm a 4000 giri/min. Tale motore è stato montato su:
- Nissan Micra K13 1.2 (2010-16);
- Nissan Almera (2010-19, solo per il mercato thailandese);
- Nissan Note Mk2 1.2 DIG-S (2013-17);
- Datsun Go/Datsun Go+ (versione da 68 CV, a partire dal 2014);
- Datsun Go/Datsun Go+ CVT (versione da 78 CV, a partire dal 2019);
- Nissan Serena e-Power (solo mercato giapponese, dal 2018);
- Nissan Kicks e-Power (solo mercato thailandese, dal 2020).

#### Versione da 1.5 litri: HR15DE

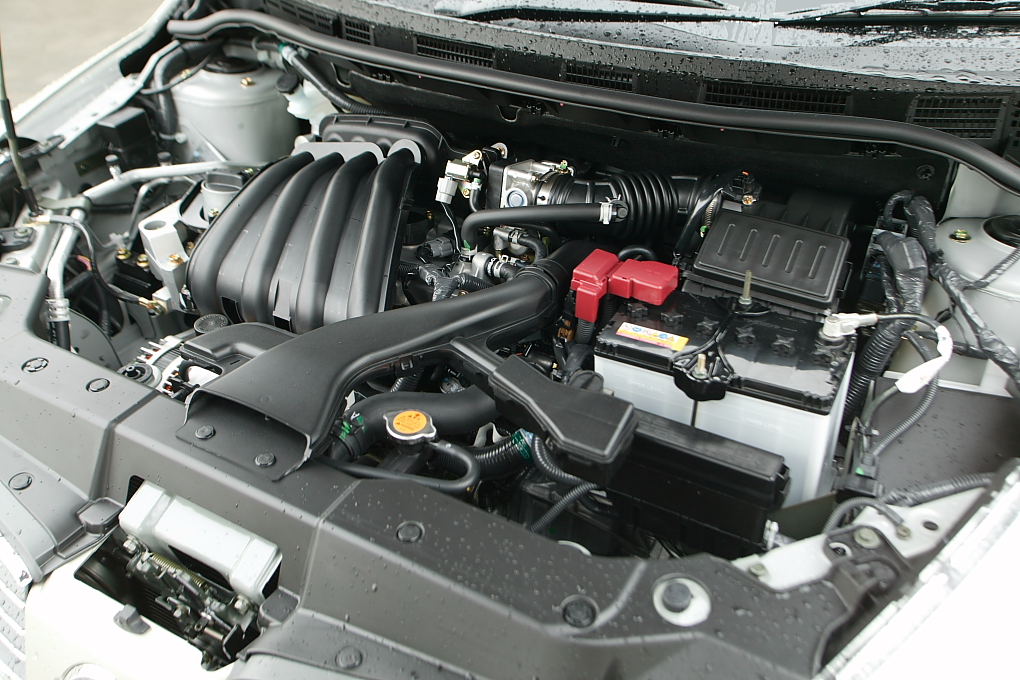
Vista di un 1.5 HR15DE nel cofano di una Nissan Tiida, modello non importato in Italia

Il 1.5 HR è siglato come HR15DE secondo le convenzioni Nissan e rispetto ai precedenti è un motore a 4 cilindri (così come peraltro anche il 1.6). Questo motore ha una misura dell'alesaggio di 78 mm, la quale, unita a una corsa di 78.4 mm, consente di avere una cilindrata complessiva di 1498 cm³. La potenza massima è di 108 CV a 6000 giri/min, con una coppia massima di 148 Nm a 4400 giri/min. Questo motore è stato montato su:
- Nissan Tiida (2004-12);
- Nissan Wingroad (2006-18);
- Nissan March 1.5 16v, solo per il Giappone (2005-17);
- Nissan Note 1.5 16v, solo per il Giappone (2006-17);
- Nissan Livina (2006-13);
- Nissan Cube (2002-20, solo per il mercato giapponese);
- Nissan Sylphy Bluebird (2005-12);
- Nissan Evalia (solo mercato indonesiano, 2009-18);
- Nissan Juke (solo mercato giapponese, 2010-19);
- Nissan Kicks (dal 2016, solo mercati cinese e taiwanese);
- Nissan Sunny N17 (2011-20);
- Nissan Almera N17 (2011-20).

#### Versione da 1.6 litri: HR16DE o H4M
Questo motore è il risultato ottenuto allungando la corsa dei cilindri del 1.5 visto poco sopra. Sempre mantenendo inalterato l'alesaggio, la corsa è stata portata da 78.4 a 83.6 mm, per una cilindrata di 1598 cm³. Dal momento che esso è nato in piena era Renault-Nissan, non va confuso con il 1.6 della Serie K, anch'esso di 1598 cm³, ma completamente diverso e prodotto esclusivamente dalla Renault. La Casa francese indica questo motore con la sigla H4M. Di seguito vengono descritte le principali caratteristiche e applicazioni dei motori HR16DE, prodotto con potenze variabili fra 110 e 117 CV, più alcune più recenti versioni ibride.
| Motore HR16DE o H4M |                |               |                                |                    |
| Variante            | Potenza CV/rpm | Coppia Nm/rpm | Applicazioni                   | Anni di produzione |
| 1.                  | 102/5500       | 156/4000      | Dacia Lodgy 1.6                | 07/2015-07/2019    |
| 2.                  | 110/6000       | 153/4400      | Nissan Tiida 1.6 16v           | 2004-11            |
| 2.                  | 110/6000       | 153/4400      | Nissan Micra/March 1.6 16v     | 2005-10            |
| 2.                  | 110/6000       | 153/4400      | Nissan Micra/March C+C 1.6 16v | 2005-10            |
| 2.                  | 110/6000       | 153/4400      | Renault Fluence 1.6            | 2011-19            |
| 2.                  | 110/6000       | 153/4400      | Samsung SM3 1.6                | 2011-19            |
| 2.                  | 110/6000       | 153/4400      | Nissan Note 1.6 16v            | 2004-17            |
| 2.                  | 110/6000       | 153/4400      | Nissan Cube 1.6 16v            | 2009-12            |
| 2.                  | 110/6000       | 153/4400      | Nissan Livina 1.6 16v          | 2006-13            |
| 2.                  | 110/6000       | 153/4400      | Nissan NV200/Evalia 1.6 16v    | 2009-18            |
| 3.                  | 114/5500       | 156/4000      | Dacia Duster Mk2 1.6 SCe       | 02/2018-07/2019    |
| 4.                  | 114/6000       | 156/4400      | Nissan Qashqai 1.6 16v         | 2007-13            |
| 5.                  | 115/5600       | 156/4000      | Renault Mégane IV 1.6 SCe      | 03/2016-10/2018    |
| 6.                  | 117/6000       | 158/4400      | Nissan Juke 1.6                | 10/2010-08/2019    |
| 7.                  | 123/6400       | 155/4000      | Samsung XM3 1.6 GTe            | dal 2020           |

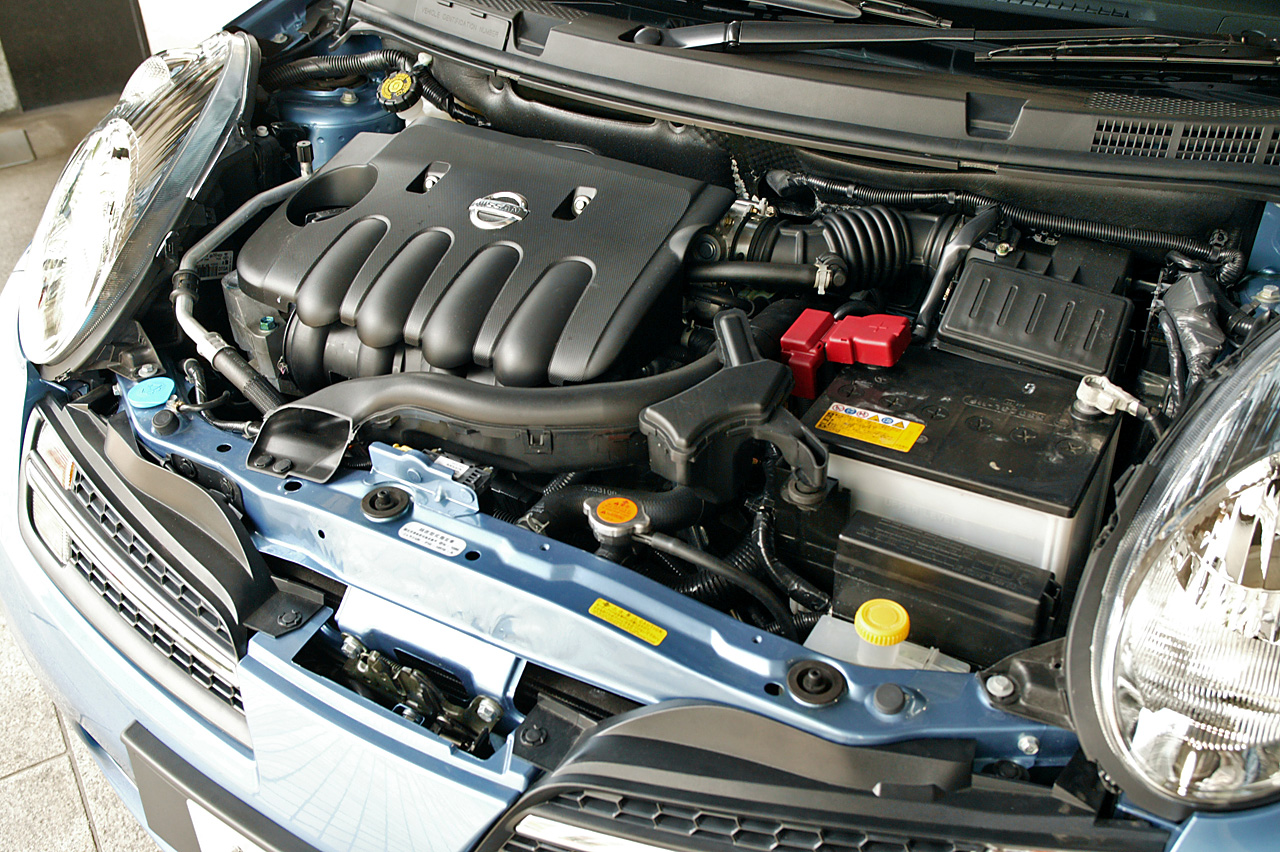
Un 1.6 HR16DE installato su di una Micra C+C

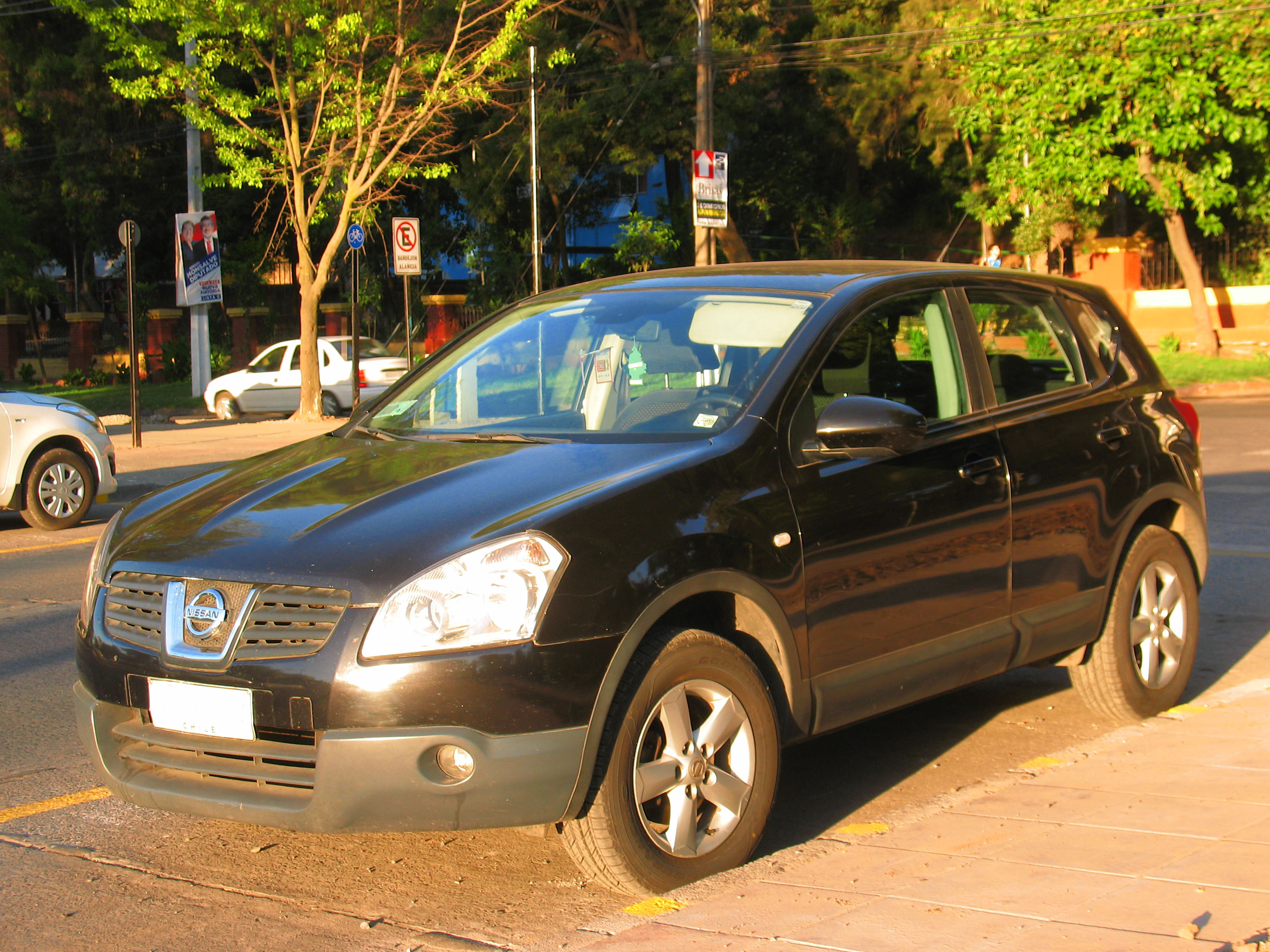
Una Qashqai di prima generazione

Esistono inoltre due varianti ibride, lanciate nell'estate del 2020 e differenti fra loro, sebbene basate su uno stesso motore. Partendo da quest'ultimo, esso è un motore aspirato in configurazione a quattro valvole per cilindro, funzionante con il ciclo di Miller per incrementare l'efficienza a scapito della potenza massima che scende a 92 CV. A tale propulsore vengono accoppiati due motori elettrici, uno adibito anch'esso all'azionamento delle ruote motrici (sempre quelle anteriori) e l'altro destinato a gestire il cambio per l'ottimizzazione dei cambi marcia. Il motore elettrico destinato a muovere la vettura eroga una potenza massima di 69 CV ed è alimentato mediante una batteria che può essere da 1,2 oppure da 10 kWh. E qui entrano in gioco le differenze fra i due motori ibridi disponibili, poiché la batteria meno prestante è prevista per una configurazione di tipo full-hybrid, con ricarica automatica mediante recupero dell'energia non sfruttata, mentre la batteria da 10 kWh è prevista invece per una configurazione di tipo plug-in hybrid, con ricarica attraverso la presa domestica o le colonnine di ricarica. 

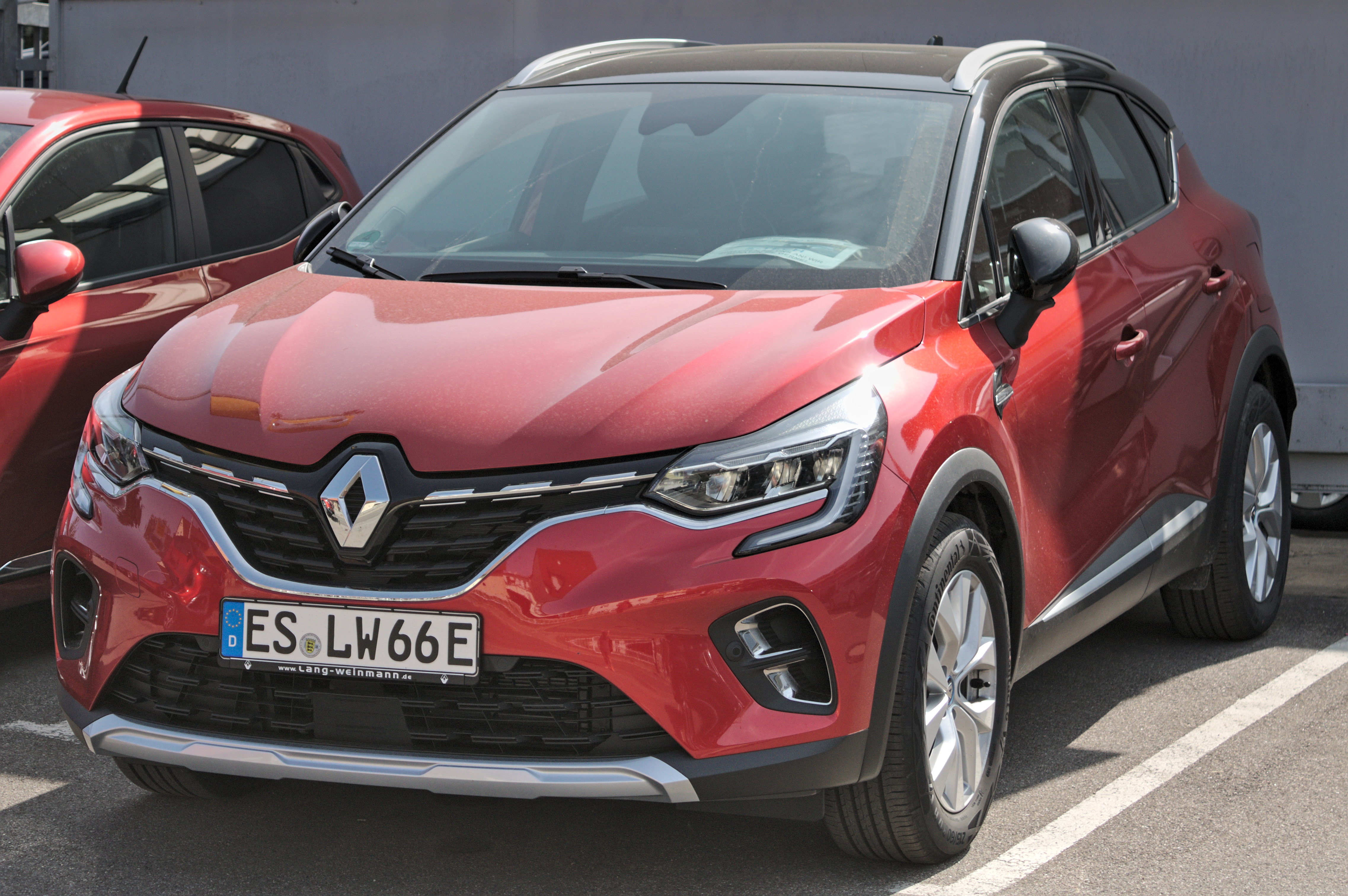
Una Captur II E-Tech Hybrid, equipaggiata con la variante ibrida plug-in del 1.6 HR16DE

| Motore HR 1.6 ibrido    |            |           |                                              |                    |
| Variante                | Potenza CV | Coppia Nm | Applicazioni                                 | Anni di produzione |
| Versione full-hybrid    | 143        | 144       | Renault Clio V 1.6 E-Tech Hybrid             | dal 07/2020        |
| Versione full-hybrid    | 143        | 148       | Renault Arkana 1.6 E-Tech Hybrid             | dal 05/2020        |
| Versione plug-in hybrid | 158        | 300       | Renault Mégane IV E-Tech Plug-in             | dal 06/2020        |
| Versione plug-in hybrid | 158        | 300       | Renault Captur II 1.6 Plug-in Hybrid E- Tech | dal 07/2020        |

### Serie DDT
Appartengono a questa serie tutti i motori HR sovralimentati tramite turbocompressore, ad eccezione del motore HR10DET, facente parte di una categoria a sé in  quanto dotato di iniezione multipoint sequenziale indiretta nel condotto di aspirazione.Solo quello da un litro è tricilindrico, mentre i restanti sono a 4 cilindri.

#### Versione da 1 litro: HR10DDT
Noto anche con la sigla HRA1, questo motore mantiene le stesse misure caratteristiche del motore HR10DE, e quindi anche la cilindrata di 999 cm³. Questo motore è stato utilizzato a partire dal 2010 su Nissan Micra Mk4 e Nissan Juke Mk1 in alcuni mercati. È in grado di erogare una potenza massima di 117 CV ed è stato sostituito a fine decennio da altri motori, sempre della famiglia HR. In Renault prende la sigla H5Dt.

#### Versione da 1,2 litri: HR12DDT
Noto anche come HRA2, questo motore a 4 cilindri ha misure caratteristiche di 72,2 x 73,1 mm, per una cilindrata complessiva di 1197 cm³. Il motore HR12DDT incorpora soluzioni come la distribuzione a catena con fasatura variabile, il sistema Stop & Start, il recupero dell'energia in frenata e la pompa olio a portata variabile. Tale motore fa anche parte della famiglia di motori Renault Type H, dove viene indicato con la sigla H5Ft.

#### Versione da 1,3 litri: HR13DDT
Si tratta in pratica di una variante a corsa lunga del precedente 1.2: qui, grazie a un nuovo albero motore con manovelle allungate, la corsa sale infatti da 73,1 a 81,2, con conseguente incremento della cilindrata, che sale fino a 1333 cm³. Anche questo motore, come l'unità HR12DDT, viene incluso nella famiglia di motori Type H utilizzati anche dalla Renault, che lo indica con la sigla H5Ht.

### Serie DET: il motoreHR10DET
L'unica altra motorizzazione sovralimentata mediante turbocompressore è anche l'unica a costituire la serie DET (iniezione sequenziale miultipoint indiretta nel condotto di aspirazione) dei motori HR: nota alla Nissan con le sigle HR10DET o HRA0, questo motore ha anch'esso una cilindrata di 999 cm³, raggiunge una potenza massima di 101 CV e viene anch'esso utilizzato dalla Renault, che lo indica come H4Dt.

### Serie DDR: il motoreHR12DDR
Il motore HR12DDR è un motore che rispetto agli altri motori della famiglia HR vanta numerose particolarità tecniche in più. Innanzitutto non è un motore a ciclo Otto, ma è un motore a ciclo Miller, cioè con rapporto di compressione inferiore a quello di espansione. Nonostante ciò il rapporto di compressione riesce comunque a raggiungere il notevole valore di 13:1. La sovralimentazione avviene poi mediante un compressore volumetrico. Tra le altre particolarità vanno segnalati la pompa dell'olio a portata variabile, le punterie rivestite in materiale antiattrito, così come pure le fasce elastiche e le valvole di scarico al sodio. Tale motore eroga una potenza massima di 98 CV a 5600 giri/min, con un picco di coppia pari invece a 143 Nm a 4400 giri/min.

Il motore HR12DDR è stato montato su:
- Nissan Micra 1.2 DIG-S K13 (2010-16);
- Nissan Note Mk2 1.2 (2013-17).